# Pesyakov Hill
Der Pesyakov Hill (englisch; bulgarisch Песяков хълм Pesjakwo chalm) ist ein 36 m hoher Hügel auf der Livingston-Insel im Archipel der Südlichen Shetlandinseln. Er ragt unmittelbar südsüdwestlich der 1988 errichteten Gebäude der St.-Kliment-Ohridski-Station am Bulgarian Beach in einer Entfernung von 490 m nordöstlich des Kap Hespérides und 270 m südwestlich des Sinemorets Hill auf. Die Grand Lagoon liegt westlich und südwestlich von ihm. Der Zugang zum Hügel ist aus Gründen des Schutzes dort ansässiger Pflanzengemeinschaften eingeschränkt.
Spanische Wissenschaftler kartierten ihn 1991, bulgarische 1996. Die bulgarische Kommission für Antarktische Geographische Namen benannte ihn 2010 nach Feliks Pesjakow, Kapitän des sowjetischen Forschungsschiffs Michail Somow zur logistischen Unterstützung zur Errichtung der St.-Kliment-Ohridski-Station.